# Thierry Gueorgiou
Thierry Gueorgiou, född 30 mars 1979, är en fransk orienterare. Han tävlar för den finska klubben Kalevan Rasti internationellt samt för den franska klubben NO St-Étienne i Frankrike. Han bor i Uppsala, Sverige.
När Gueorgiou i Italien 2014 försvarade sin långdistanstitel från VM i Finland året innan, blev han den förste herrlöpare att ta tre VM-guld i långdistans, åren 2011, 2013 och 2014. Han vann även långdistansen 2015.
Lägg därtill sammanlagt sju VM-guld i medeldistans, tre raka segrar åren 2003-2005 och 2007-2009 samt ett guld 2011. Thierry Gueorgiou har fler VM-guld i disciplinen medeldistans än alla andra löpare tillsammans och ansågs länge mer eller mindre oslagbar på distansen.
Thierry har även ett VM-guld i sprint från 2007, vilket ger sammanlagt elva individuella VM-guld.
Utöver detta finns även ett efterlängtat VM-guld i stafett från 2011, där Gueorgiou avgjorde på sistasträckan för sitt Frankrike. 
Övriga VM-medaljer är tre silver och fyra brons.
I slutet av november 2016 meddelades att han efter världsmästerskapen 2017 i Estland tillträder som svensk landslagstränare med ansvar för orienteringsteknik. Efter fyra år valde han att bli landslagstränare i Finland.

## Källor

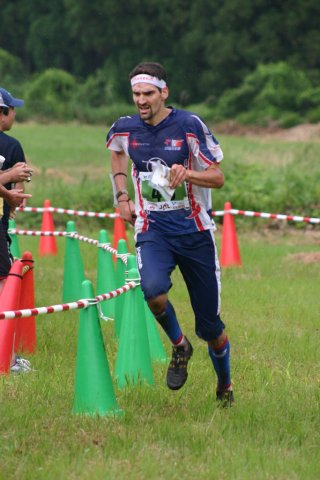
Thierry Gueorgiou under VM 2005 (vinnare i medeldistans-finalen).